# (14989) Tutte
(14989) Tutte est un astéroïde de la ceinture principale.

## Description
(14989) Tutte est un astéroïde de la ceinture principale. Il fut découvert le 25 octobre 1997 à Kitt Peak par le projet Spacewatch. Il présente une orbite caractérisée par un demi-grand axe de 2,77 UA, une excentricité de 0,29 et une inclinaison de 16,5° par rapport à l'écliptique.

## Compléments